# Jakob Schmeißner
Jakob Schmeißner (* 20. Januar 1874 in Marktleuthen; † 20. August 1955 in Nürnberg) war ein deutscher Architekt und Landesbaurat in Nürnberg.

## Leben
Er war ein Sohn des Marktleuthener Bauunternehmers Heinrich Christoph Schmeißner (1845–1914) und stammte aus einer Dynastie von Zimmerleuten und Baumeistern, die sich in Marktleuthen bis in das 17. Jahrhundert zurückverfolgen lässt. Er arbeitete zunächst bei dem führenden Nürnberger Architekten Emil Hecht, besuchte dann die Bauschule Nürnberg und die Technische Hochschule in München. Nach seinem Studium kam er zum Trierer Dombaumeister Wilhelm Schmitz. Am 11. April 1901 verheiratete er sich in Nürnberg mit der am 17. August 1882 in Regensburg geborenen Luise Balmberger. Seitdem entwickelte er vor allem in und um Nürnberg eine umfangreiche berufliche Tätigkeit. 1928 wurde Jakob Schmeißner auf Antrag seiner Heimatgemeinde Marktleuthen mit dem Titel „Landesbaurat“ ausgezeichnet. Im Bund Deutscher Architekten war er lange Jahre Vorsitzender für die Kreise Ober- und Mittelfranken. Seine Frau Luise starb 1951. Er folgte ihr am 20. August 1955 in Nürnberg. Sein Sohn war der Architekt Heinz Schmeißner, der als Baureferent den Wiederaufbau der Stadt Nürnberg nach den Zerstörungen des Zweiten Weltkrieges maßgeblich beeinflusste.

## Bauten

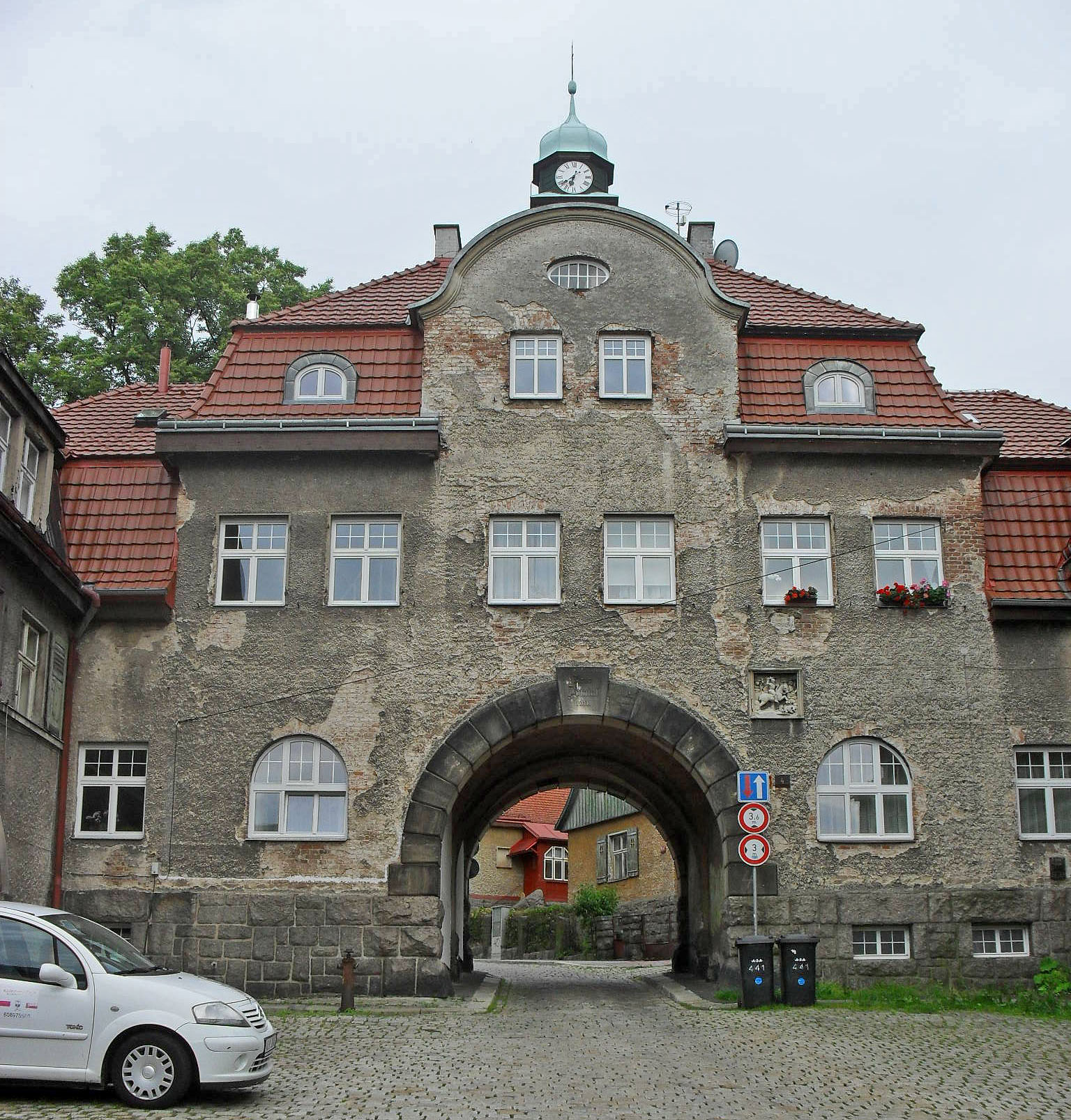
Gartenstadt in Reichenberg (1911–1923)

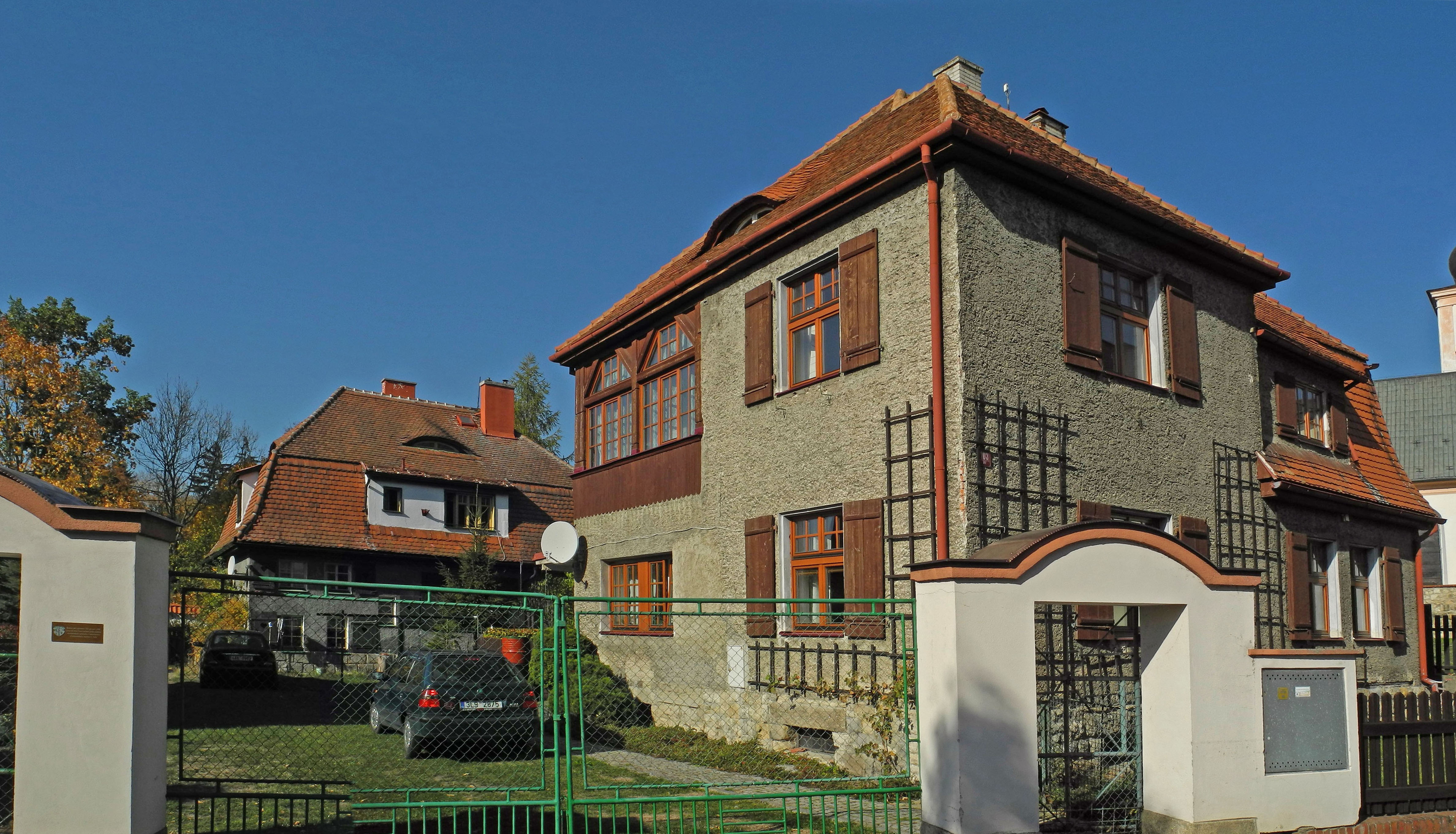
Schmitt-Villen in Böhmisch Aicha (1909)

- Nach Plänen von Prof. Josef Schmitz wurde er Anfang 1903 mit der Bauleitung der Herz-Jesu-Kirche, Feucht, betraut, die noch im selben Jahr eingeweiht werden konnte.[3]
- Offizierskasino der Infanteriekaserne in Fürth, Steubenstraße 27, 1902–1904. ( PDF).
- Jugendstilgebäude am Laufertorgraben in Nürnberg (Laufertorgraben 2, Laufertorgraben 41, Häusergruppe Bieber am Laufertorgraben), 1904–1907[4]
- In Reichenberg/Böhmen plante Schmeißner das Landhaus Büger und in den Jahren 1904–1911 zahlreiche Aufträge für den Industriellen Theodor Freiherr von Liebig sowie den Jugendstilflügel des sogenannten Liebig-Schlosses. Er war der Architekt der folgenden Bauten:[5]
  - Villa Theodor Liebieg jun. (1896–1911, zusammen mit Adolf Bürger)
  - Garagen auf dem Areal der Liebieg-Villen (1904 und 1914)
  - Kultur- und Gesellschaftszentrum „Volksgarten“ (1901)
  - Waldvilla Liebieg, später Wolker-Sanatorium (1903–1906)
  - Hohenhabsburg-Warte, Heinrich-Liebieg-Warte (1906, zusammen mit Josef Schmitz)
  - Heimstättensiedlung, Domovina (1916–1921)
  - Liebiegstadt (Gartenstadt am Theodor-Platz, heute nám. Pod Branou), Siedlung Broumov (1911–1923)
- Genesungsheim Strüth bei Ansbach. (Planungen um 1908)[6]
- Die sogenannten Schmitt-Villen in Böhmisch Aicha, errichtet 1909
- Großkraftwerk Franken in Nürnberg-Gebersdorf, 1912
- In den Jahren 1919–1922 war Schmeißner maßgeblich an den Planungen zu den sozialen Wohnungsbauprojekten Siedlung Loher Moos und Buchenbühl beteiligt.[7]
- 1923/24 entwarf Jakob Schmeißner die ehemaligen Fabrikgebäude der Triumphwerke in Nürnberg (Muggenhofer Str. 28)[8], baukunst-nuernberg.de
- Für seinen Heimatort Marktleuthen plante er 1913 das Zentralschulhaus heimatforschung-marktleuthen.de, 1924 die Friedhofsanlage mit Kapelle und Leichenhalle heimatforschung-marktleuthen.de

## Denkmäler
- Marktleuthen – Kriegerdenkmal für die Gefallenen des Ersten Weltkrieges heimatforschung-marktleuthen.de